# Pajieslys
Pajieslys (pol. hist. Pojeśle) – wieś na Litwie, w okręgu kowieńskim, w rejonie kiejdańskim, w starostwie Krakės. W 2011 roku liczyła 254 mieszkańców (113 mężczyzn i 141 kobiet). 
We wsi znajduje się drewniany kościół Najświętszej Marii Panny z 1857 roku. Na przykościelnym cmentarzu pochowana jest Teodora Urszula Piłsudska.